# Copa del Rey de fútbol 1981-82
La Copa del Rey de Fútbol 1981-82 fue la edición número 78 de dicha competición española. Se disputó entre el 2 de septiembre de 1981 y el 13 de abril de 1982, y contó con la participación de 136 equipos de las divisiones Primera, Segunda, Segunda B y Tercera. El campeón fue el Real Madrid C. F., tras vencer al Real Sporting de Gijón por 2-1 en la final celebrada en el estadio José Zorrilla de Valladolid.

## Equipos participantes
Disputaron la Copa del Rey 1981–82, habiendo sellado su presencia en función de su clasificación en las cuatro primeras categorías del sistema de competición liguero en la temporada 1980/81, y partiendo de determinadas rondas según su categoría en la presente campaña, los siguientes equipos:

### Primera División
Los dieciocho equipos de la Primera División 1980/81. Aquellos que disputaron competición europea quedaron exentos hasta que fuesen eliminados de la misma o, en su defecto, hasta la ronda de octavos de final.
| - A. D. Almería - Real Betis Balompié - Sevilla F. C. - Real Zaragoza - Real Sporting de Gijón - U. D. Las Palmas - Real Valladolid Deportivo - U. D. Salamanca - F. C. Barcelona | - R. C. D. Español - Club Atlético de Madrid - Real Madrid C. F. - Real Murcia C. F. - C. A. Osasuna - Athletic Club - Real Sociedad de Fútbol - Hércules C. F. - Valencia C. F. |

### Segunda División
Los veinte equipos de la Segunda División 1980/81:
| - Cádiz C. F. - C. D. Málaga - Granada C. F. - Linares C. F. - R. C. Recreativo de Huelva - Real Oviedo - Real Racing Club de Santander - Burgos C. F. - Palencia C. F. - C. E. Sabadell F. C. | - A. D. Ceuta - A. D. Rayo Vallecano - Atlético Madrileño C. F. - Castilla C. F. - Club Getafe Deportivo - Barakaldo C. F. - Deportivo Alavés - C. D. Castellón - Elche C. F. - Levante U. D. |

### Segunda División B
Los diez primeros clasificados de cada uno de los grupos de la Segunda División B 1980/81:
| Grupo 1 - R. C. Celta de Vigo - R. C. Deportivo de La Coruña - Bilbao Athletic - Cultural y Deportiva Leonesa - C. D. Tenerife - C. D. Logroñés - S. D. Compostela - San Sebastián C. F. - C. D. Mirandés - Sestao S. C. | Grupo 2 - R. C. D. Mallorca - Córdoba C. F. - Barcelona Atlético Club - Algeciras C. F. - Cartagena F. C. - C. D. Badajoz - Real Jaén C. F. - Xerez C. D. - Club Gimnàstic de Tarragona - U. E. Lleida |

### Tercera División
Los seis primeros clasificados de cada uno de los trece grupos de la Tercera División 1980/81. La renuncia a disputar la competición por parte del C. D. Salmantino (6.º clasificado del grupo 8), motivó la presencia del Atlético Astorga (7.º).
| Grupo 1 - C. D. Lugo - Arosa S. C. - Gran Peña Celtista - Alondras C. F. - C. D. Ourense - Vista Alegre S. D. | Grupo 2 - Sporting de Gijón Atlético - Santoña C. F. - Caudal Deportivo - Deportiva Piloñesa - U. D. Gijón Industrial - C. D. Naval | Grupo 3 - S. D. Erandio Club - Arenas Club de Guecho - S. D. Eibar - C. D. Aurrerá Ondarroa - C. D. Lagun Onak - C. D. Anaitasuna | Grupo 4 - C. D. Binéfar - C. D. Endesa Andorra - Deportivo Aragón - C. D. Tudelano - Peña Sport F. C. - C. D. Sangüesa | Grupo 5 - C. F. Reus Deportiu - U. E. Figueres - C. F. Badalona - F. C. Vilafranca - Barcelona Aficionados - C. D. Júpiter | Grupo 6 - Catarroja C. F. - U. D. Carcaixent - C. D. Denia - U. D. Puzol - C. D. Alcoyano - C. F. Gandia | Grupo 7 - Real Aranjuez C. F. - C. D. Colonia Moscardó - C. D. Manchego - A. D. Parla - A. D. Alcorcón - C. D. Leganés |

| Grupo 8 - Real Valladolid Promesas - S. D. Ponferradina - C. D. Béjar Industrial - Club Atlético Bembibre - C. D. Guardo - Atlético Astorga C. F. | Grupo 9 - C. D. Antequerano - Martos C. D. - U. D. Melilla - C. D. Estepona - Club Juventud de Torremolinos - Úbeda C. F. | Grupo 10 - Sevilla Atlético - C. D. Don Benito - Atlético Sanluqueño C. F. - C. P. Cacereño - Coria C. F. - C. D. Pozoblanco | Grupo 11 - U. D. Poblense - C. D. Constancia - C. D. Atlético Ciudadela - C. F. Sporting Mahonés - C. D. Murense - C. D. Margaritense | Grupo 12 - U. D. Realejos - U. D. Telde - Toscal C. F. - C. D. San Andrés - U. D. Lanzarote - Real Sporting San José | Grupo 13 - C. F. Lorca Deportiva - Albacete Balompié - Yeclano C. F. - Imperial C. F. - Torrevieja C. F. - Caravaca C. F. |

## Primera ronda
La primera eliminatoria se disputó entre los días 30 de agosto y 22 de octubre de 1981. Contó con la participación de todos los equipos clasificados, a excepción de aquellos inmersos en competiciones europeas.
| Local ida                     | Resultado global   | Local vuelta                 | Ida   | Vuelta |
| ----------------------------- | ------------------ | ---------------------------- | ----- | ------ |
| Sestao S. C.                  | 1 - 2              | Athletic Club                | 1 - 0 | 0 - 2  |
| Atlético Astorga C. F.        | 4 - 3              | S. D. Ponferradina           | 2 - 1 | 2 - 2  |
| Real Racing Club de Santander | 5 - 0              | Santoña C. F.                | 3 - 0 | 2 - 0  |
| C. F. Gandia                  | 0 - 4              | C. D. Castellón              | 0 - 1 | 0 - 3  |
| C. D. Guardo                  | 1 - 9              | Real Valladolid Deportivo    | 1 - 5 | 0 - 4  |
| Cádiz C. F.                   | 3 - 0              | U. D. Melilla                | 1 - 0 | 2 - 0  |
| Real Sporting San José        | 2 - 11             | U. D. Las Palmas             | 0 - 4 | 2 - 7  |
| C. D. Ourense                 | 4 - 6              | R. C. Celta de Vigo          | 2 - 1 | 2 - 5  |
| Arenas Club de Guecho         | 1 - 3              | Barakaldo C. F.              | 1 - 1 | 0 - 2  |
| S. D. Erandio Club            | 1 - 1 (pen. 7 - 8) | C. D. Aurrerá Ondarroa       | 1 - 0 | 0 - 1  |
| C. F. Reus Deportiu           | 4 - 5              | Barcelona Aficionados        | 3 - 1 | 1 - 4  |
| U. D. Puzol                   | 2 - 3              | Levante U. D.                | 1 - 0 | 1 - 3  |
| C. D. Leganés                 | 2 - 3              | Castilla C. F.               | 1 - 1 | 1 - 2  |
| A. D. Alcorcón                | 2 - 2 (pen. 4 - 1) | Club Getafe Deportivo        | 2 - 0 | 0 - 2  |
| Real Murcia C. F.             | 3 - 2              | Albacete Balompié            | 2 - 0 | 1 - 2  |
| Real Valladolid Promesas      | 0 - 7              | U. D. Salamanca              | 0 - 2 | 0 - 5  |
| Palencia C. F.                | 7 - 0              | Club Atlético Bembibre       | 4 - 0 | 3 - 0  |
| Xerez C. D.                   | 1 - 2              | R. C. Recreativo de Huelva   | 1 - 1 | 0 - 1  |
| C. D. Antequerano             | 1 - 2              | Linares C. F.                | 1 - 0 | 0 - 2  |
| C. D. Tenerife                | 4 - 1              | U. D. Realejos               | 3 - 1 | 1 - 0  |
| Barcelona Atlético Club       | 8 - 2              | U. D. Poblense               | 6 - 1 | 2 - 1  |
| Arosa S. C.                   | 2 - 1              | U. D. Gijón Industrial       | 2 - 0 | 0 - 1  |
| S. D. Eibar                   | 4 - 0              | C. D. Anaitasuna             | 1 - 0 | 3 - 0  |
| F. C. Vilafranca              | 2 - 4              | U. E. Figueres               | 2 - 1 | 0 - 3  |
| C. D. Dénia                   | 4 - 3              | U. D. Carcaixent             | 3 - 1 | 1 - 2  |
| Torrevieja C. F.              | 5 - 4              | Imperial C. F.               | 4 - 1 | 1 - 3  |
| Atlético Sanluqueño C. F.     | 2 - 5              | Sevilla Atlético             | 2 - 2 | 0 - 3  |
| C. P. Cacereño                | 4 - 2              | C. D. Béjar Industrial       | 4 - 0 | 0 - 2  |
| C. D. San Andrés              | 6 - 2              | Toscal C. F.                 | 4 - 1 | 2 - 1  |
| Caudal Deportivo              | 1 - 5              | Real Sporting de Gijón       | 0 - 3 | 1 - 2  |
| C. A. Osasuna                 | 5 - 2              | Club Endesa Andorra          | 4 - 1 | 1 - 1  |
| U. E. Lleida                  | 1 - 3              | R. C. D. Español             | 1 - 0 | 0 - 3  |
| C. F. Lorca Deportiva         | 0 - 3              | Hércules C. F.               | 0 - 1 | 0 - 2  |
| Coria C. F.                   | 3 - 8              | Real Betis Balompié          | 0 - 2 | 3 - 6  |
| Algeciras C. F.               | 3 - 2              | Sevilla F. C.                | 1 - 1 | 2 - 1  |
| C. D. Lugo                    | 1 - 8              | R. C. Deportivo de La Coruña | 0 - 0 | 1 - 8  |
| S. D. Compostela              | 5 - 1              | Vista Alegre S. D.           | 3 - 0 | 2 - 1  |
| C. D. Lagun Onak              | 2 - 3              | Deportivo Alavés             | 0 - 0 | 2 - 3  |
| San Sebastián C. F.           | 0 - 4              | Bilbao Athletic              | 0 - 0 | 0 - 4  |
| C. D. Júpiter                 | 2 - 6              | C. E. Sabadell F. C.         | 1 - 0 | 1 - 6  |
| C. F. Badalona                | 3 - 4              | Club Gimnàstic de Tarragona  | 3 - 3 | 0 - 1  |
| A. D. Rayo Vallecano          | 8 - 1              | A. D. Parla                  | 4 - 1 | 4 - 0  |
| C. D. Colonia Moscardó        | 2 - 4              | Atlético Madrileño C. F.     | 2 - 0 | 0 - 4  |
| Elche C. F.                   | 5 - 0              | Yeclano C. F.                | 1 - 0 | 4 - 0  |
| Cartagena F. C.               | 3 - 0              | Caravaca C. F.               | 2 - 0 | 1 - 0  |
| Cultural y Deportiva Leonesa  | 5 - 4              | Burgos C. F.                 | 3 - 1 | 2 - 3  |
| C. D. Pozoblanco              | 2 - 3              | Córdoba C. F.                | 1 - 0 | 1 - 3  |
| Granada C. F.                 | 5 - 1              | Úbeda C. F.                  | 2 - 0 | 3 - 1  |
| Club Juventud de Torremolinos | 1 - 3              | C. D. Málaga                 | 0 - 2 | 1 - 1  |
| R. C. D. Mallorca             | 7 - 0              | C. D. Margaritense           | 6 - 0 | 1 - 0  |
| Peña Sport F. C.              | 2 - 3              | C. D. Sangüesa               | 1 - 1 | 1 - 2  |
| C. D. Alcoyano                | 4 - 6              | Catarroja C. F.              | 4 - 2 | 0 - 4  |
| Real Aranjuez C. F.           | 2 - 3              | C. D. Manchego               | 1 - 1 | 1 - 2  |
| C. D. Estepona                | 2 - 4              | Martos C. D.                 | 2 - 1 | 0 - 3  |
| U. D. Lanzarote               | 3 - 1              | U. D. Telde                  | 1 - 0 | 2 - 1  |
| C. D. Constancia              | 3 - 4              | C. D. Murense                | 2 - 3 | 1 - 1  |
| C. D. Binéfar                 | -                  | Club Deportivo Mirandés      | -     | -      |
| Deportivo Aragón              | 3 - 6              | C. D. Logroñés               | 3 - 0 | 0 - 6  |
| Deportiva Piloñesa            | 3 - 9              | C. D. Naval                  | 1 - 3 | 2 - 6  |
| C. F. Sporting Mahonés        | 1 - 1 (pen.? -?)   | C. D. Atlético Ciudadela     | 0 - 1 | 1 - 0  |
| Gran Peña Celtista            | 4 - 3              | Alondras C. F.               | 1 - 2 | 3 - 1  |
| Sporting de Gijón Atlético    | 2 - 5              | Real Oviedo                  | 1 - 2 | 1 - 3  |
| C. D. Tudelano                | 2 - 8              | Real Zaragoza                | 1 - 2 | 1 - 6  |
| C. D. Badajoz                 | 5 - 3              | C. D. Don Benito             | 4 - 2 | 1 - 1  |
| Real Jaén C. F.               | 1 - 6              | A. D. Almería                | 1 - 3 | 0 - 3  |

Clubes exentos: A. D. Ceuta, Club Atlético de Madrid, Real Sociedad de Fútbol, F. C. Barcelona, Valencia C. F. y Real Madrid C. F..

## Segunda ronda
La segunda ronda tuvo lugar entre los días 21 de octubre y 5 de noviembre de 1981. En ella estuvieron presentes los sesenta y cinco vencedores de la eliminatoria anterior, además de la A. D. Ceuta, exento de la misma, y del Club Atlético de Madrid y la Real Sociedad de Fútbol, quienes habían concluido su participación en las competiciones continentales.
| Local ida                     | Resultado global   | Local vuelta                 | Ida   | Vuelta |
| ----------------------------- | ------------------ | ---------------------------- | ----- | ------ |
| Cultural y Deportiva Leonesa  | 0 - 3              | Real Sporting de Gijón       | 0 - 0 | 0 - 3  |
| Real Racing Club de Santander | 0 - 0 (pen. 3 - 5) | Gran Peña Celtista           | 0 - 0 | 0 - 0  |
| Bilbao Athletic               | 1 - 4              | Real Sociedad de Fútbol      | 1 - 3 | 0 - 1  |
| C. D. Aurrerá Ondarroa        | 0 - 3              | Athletic Club                | 0 - 2 | 0 - 1  |
| S. D. Eibar                   | 2 - 4              | C. A. Osasuna                | 1 - 2 | 1 - 2  |
| C. D. Logroñés                | 0 - 5              | Real Zaragoza                | 0 - 1 | 0 - 4  |
| Club Gimnàstic de Tarragona   | 1 - 3              | R. C. D. Español             | 0 - 0 | 1 - 3  |
| C. D. Denia                   | 0 - 8              | C. D. Castellón              | 0 - 4 | 0 - 4  |
| C. D. Manchego                | 1 - 5              | Club Atlético de Madrid      | 1 - 5 | 0 - 0  |
| Atlético Astorga C. F.        | 1 - 5              | Real Valladolid Deportivo    | 0 - 2 | 1 - 3  |
| Algeciras C. F.               | 1 - 5              | Real Betis Balompié          | 1 - 1 | 0 - 4  |
| Cádiz C. F.                   | 2 - 3              | A. D. Ceuta                  | 2 - 1 | 0 - 2  |
| U. D. Lanzarote               | 0 - 5              | U. D. Las Palmas             | 0 - 0 | 0 - 5  |
| C. D. Murense                 | 1 - 6              | Hércules C. F.               | 1 - 1 | 0 - 5  |
| Arosa S. C.                   | 2 - 3              | R. C. Deportivo de La Coruña | 1 - 1 | 1 - 2  |
| S. D. Compostela              | 1 - 2              | R. C. Celta de Vigo          | 1 - 1 | 0 - 1  |
| C. D. Naval                   | 1 - 2              | Real Oviedo                  | 1 - 0 | 0 - 2  |
| Deportivo Alavés              | 3 - 1              | Barakaldo C. F.              | 2 - 0 | 1 - 1  |
| C. E. Sabadell F. C.          | 2 - 4              | Barcelona Aficionados        | 2 - 3 | 0 - 1  |
| A. D. Alcorcón                | 2 - 8              | Atlético Madrileño C. F.     | 1 - 2 | 1 - 6  |
| Torrevieja C. F.              | 1 - 3              | Real Murcia C. F.            | 0 - 1 | 1 - 2  |
| Cartagena F. C.               | 1 - 3              | Elche C. F.                  | 0 - 0 | 1 - 3  |
| R. C. Recreativo de Huelva    | 4 - 5              | Sevilla Atlético             | 3 - 2 | 1 - 3  |
| Martos C. D.                  | 5 - 3              | A. D. Almería                | 1 - 0 | 4 - 3  |
| Linares C. F.                 | 2 - 1              | Granada C. F.                | 2 - 0 | 0 - 1  |
| Córdoba C. F.                 | 1 - 4              | C. D. Málaga                 | 0 - 0 | 1 - 4  |
| C. D. Binéfar                 | 5 - 4              | C. D. Sangüesa               | 4 - 1 | 1 - 3  |
| Barcelona Atlético Club       | 5 - 3              | U. E. Figueres               | 5 - 1 | 0 - 2  |
| C. D. San Andrés              | 3 - 5              | C. D. Tenerife               | 2 - 2 | 1 - 3  |
| A. D. Rayo Vallecano          | 3 - 1              | C. P. Cacereño               | 2 - 0 | 1 - 1  |
| Levante U. D.                 | 7 - 2              | Catarroja C. F.              | 2 - 1 | 5 - 1  |
| Palencia C. F.                | 2 - 2 (pen. 6 - 7) | U. D. Salamanca              | 1 - 1 | 1 - 1  |
| C. D. Atlético Ciudadela      | 1 - 7              | R. C. D. Mallorca            | 1 - 4 | 0 - 3  |
| Castilla C. F.                | 1 - 0              | C. D. Badajoz                | 0 - 0 | 1 - 0  |

Clubes exentos: F. C. Barcelona, Valencia C. F. y Real Madrid C. F..

## Tercera ronda
Los partidos de la tercera ronda de la competición se disputaron entre los días 24 de noviembre y 10 de diciembre de 1981.
| Local ida                    | Resultado global   | Local vuelta              | Ida   | Vuelta |
| ---------------------------- | ------------------ | ------------------------- | ----- | ------ |
| Athletic Club                | 3 - 0              | Barcelona Atlético Club   | 2 - 0 | 1 - 0  |
| Atlético Madrileño C. F.     | 3 - 1              | Castilla C. F.            | 1 - 0 | 2 - 1  |
| Barcelona Aficionados        | 3 - 4              | Club Atlético de Madrid   | 1 - 1 | 2 - 3  |
| R. C. Celta de Vigo          | 1 - 1 (pen. 4 - 5) | Deportivo Alavés          | 1 - 0 | 0 - 1  |
| R. C. Deportivo de La Coruña | 2 - 2 (pen. 4 - 3) | C. D. Tenerife            | 2 - 1 | 0 - 1  |
| Elche C. F.                  | 4 - 1              | Gran Peña Celtista        | 2 - 0 | 2 - 1  |
| R. C. D. Español             | 2 - 6              | Real Zaragoza             | 1 - 4 | 1 - 2  |
| U. D. Las Palmas             | 6 - 1              | Levante U. D.             | 6 - 1 | 0 - 0  |
| Linares C. F.                | 3 - 6              | Real Betis Balompié       | 1 - 1 | 2 - 5  |
| C. D. Málaga                 | 3 - 2              | A. D. Ceuta               | 3 - 2 |        |
| Martos C. D.                 | 2 - 7              | Real Valladolid Deportivo | 1 - 1 | 1 - 6  |
| C. D. Binéfar                | 5 - 5 (pen. 2 - 3) | R. C. D. Mallorca         | 3 - 1 | 2 - 4  |
| Real Murcia C. F.            | 1 - 2              | U. D. Salamanca           | 1 - 0 | 0 - 2  |
| C. A. Osasuna                | 2 - 4              | Real Sociedad de Fútbol   | 1 - 1 | 1 - 3  |
| A. D. Rayo Vallecano         | 2 - 0              | Real Oviedo               | 2 - 0 | 0 - 0  |
| Sevilla Atlético             | 3 - 5              | Hércules C. F.            | 0 - 2 | 3 - 3  |
| Real Sporting de Gijón       | 4 - 3              | C. D. Castellón           | 3 - 1 | 1 - 2  |

Clubes exentos: F. C. Barcelona, Valencia C. F. y Real Madrid C. F..

## Cuarta ronda
Los diecisiete clasificados de la eliminatoria anterior entraron en un sorteo del que salieron ocho equipos que jugaron esta ronda, quedando exentos el resto. Tuvo lugar entre los días 6 y 13 de enero de 1982.
| Local ida           | Resultado global | Local vuelta            | Ida   | Vuelta |
| ------------------- | ---------------- | ----------------------- | ----- | ------ |
| Deportivo Alavés    | 2 - 4            | Club Atlético de Madrid | 1 - 2 | 1 - 2  |
| Real Betis Balompié | 2 - 3            | Athletic Club           | 2 - 1 | 0 - 2  |
| Hércules C. F.      | 2 - 3            | Elche C. F.             | 2 - 1 | 0 - 2  |
| R. C. D. Mallorca   | 0 - 2            | U. D. Salamanca         | 0 - 0 | 0 - 2  |

Clubes exentos: A. D. Rayo Vallecano, Atlético Madrileño C. F., C. D. Málaga, R. C. Deportivo de La Coruña, Real Sociedad de Fútbol, Real Sporting de Gijón, Real Valladolid Deportivo, Real Zaragoza, U. D. Las Palmas, F. C. Barcelona, Valencia C. F. y Real Madrid C. F..

## Octavos de final
Los octavos de final de la Copa del Rey 1981-82 se disputaron entre los días 20 y 28 de enero de 1982. En esta ronda entraron en competición el Real Madrid C. F., el Valencia C. F. y el F. C. Barcelona, junto con los vencedores de la cuarta eliminatoria y los otros nueve equipos exentos de la misma.
| Local ida                    | Resultado global | Local vuelta              | Ida   | Vuelta |
| ---------------------------- | ---------------- | ------------------------- | ----- | ------ |
| Club Atlético de Madrid      | 1 - 0            | F. C. Barcelona           | 1 - 0 | 0 - 0  |
| Atlético Madrileño C. F.     | 0 - 2            | A. D. Rayo Vallecano      | 0 - 0 | 0 - 2  |
| R. C. Deportivo de La Coruña | 4 - 3            | Elche C. F.               | 2 - 1 | 2 - 2  |
| U. D. Las Palmas             | 2 - 5            | Athletic Club             | 1 - 1 | 1 - 4  |
| C. D. Málaga                 | 2 - 6            | Real Madrid C. F.         | 1 - 1 | 1 - 5  |
| Real Sociedad de Fútbol      | 5 - 3            | Real Valladolid Deportivo | 3 - 3 | 2 - 0  |
| Real Sporting de Gijón       | 6 - 2            | Valencia C. F.            | 6 - 1 | 0 - 1  |
| Real Zaragoza                | 3 - 2            | U. D. Salamanca           | 3 - 0 | 0 - 2  |

## Cuartos de final
La ronda de cuartos tuvo lugar entre los días 3 y 18 de febrero de 1982.
| Local ida                    | Resultado global   | Local vuelta            | Ida   | Vuelta |
| ---------------------------- | ------------------ | ----------------------- | ----- | ------ |
| Athletic Club                | 3 - 3 (pen. 2 - 4) | Real Sociedad de Fútbol | 1 - 0 | 2 - 3  |
| R. C. Deportivo de La Coruña | 1 - 2              | Real Sporting de Gijón  | 1 - 1 | 0 - 1  |
| Real Madrid C. F.            | 1 - 0              | Club Atlético de Madrid | 0 - 0 | 1 - 0  |
| Real Zaragoza                | 4 - 6              | A. D. Rayo Vallecano    | 2 - 1 | 2 - 5  |

## Semifinales
Los encuentros de ida de las semifinales de la competición se disputaron el 10 de marzo, mientras que los de vuelta acontecieron el día 31 del mismo mes.
| Local ida               | Resultado global   | Local vuelta           | Ida   | Vuelta |
| ----------------------- | ------------------ | ---------------------- | ----- | ------ |
| A. D. Rayo Vallecano    | 0 - 4              | Real Sporting de Gijón | 0 - 1 | 0 - 3  |
| Real Sociedad de Fútbol | 1 - 1 (pen. 3 - 4) | Real Madrid C. F.      | 1 - 0 | 0 - 1  |

## Final
Se celebró en el estadio José Zorrilla de Valladolid el martes 13 de abril de 1982. El Real Sporting de Gijón disputó la final por segunda vez consecutiva.
| 1          | POR        | Agustín Rodríguez          |     |
| 2          | DEF        | Isidoro San José           |     |
| 5          | DEF        | Andrés Sabido              | 46' |
| 4          | DEF        | Uli Stielike               |     |
| 3          | DEF        | José Antonio Camacho       |     |
| 10         | MED        | Francisco García Hernández |     |
| 6          | MED        | Vicente del Bosque         | 52' |
| 8          | MED        | Juanito                    |     |
| 7          | DEL        | Andrés Alonso, "Ito"       |     |
| 9          | DEL        | Santillana                 |     |
| 11         | DEL        | Laurie Cunningham          |     |
| Entrenador | Entrenador | Luis Molowny               |     |

| 1          | POR        | José Aurelio Rivero           |     |
| 2          | DEF        | José Antonio Redondo          |     |
| 5          | DEF        | Manolo Jiménez                |     |
| 4          | DEF        | Antonio Maceda                |     |
| 3          | DEF        | Nicolás Pereda                |     |
| 6          | MED        | Francisco Javier Álvarez Uría |     |
| 8          | MED        | Joaquín Alonso                |     |
| 7          | MED        | Manolo Mesa                   |     |
| 10         | MED        | Andrés Fernández              | 63' |
| 9          | DEL        | Abel Díez                     | 66' |
| 11         | DEL        | Enzo Ferrero                  |     |
| Entrenador | Entrenador | José Manuel Díaz Novoa        |     |

| 12 | DEF | Rafael García Cortés | 46' |
| 14 | MED | Ángel de los Santos  | 52' |

| 15 | DEL | José Luis Urrecho | 63' |
| 12 | DEL | Fernando Gomes    | 66' |

| Anotado · Autogol | 4'  | Manolo Jiménez      | 1-0 |
|                   | 57' | Ángel de los Santos | 2-1 |

| Anotado · Penal | 36' | Enzo Ferrero | 1-1 |

|  | 17' | Uli Stielike         |
|  | 27' | José Antonio Camacho |

|  | 34' | José Antonio Redondo |

| Árbitro:             | Victoriano Sánchez Arminio |
| Árbitros asistentes: |                            |
|                      |                            |
| Cuarto árbitro:      |                            |
| Reporte              |                            |

| 1          | POR        | Agustín Rodríguez          |     |
| 2          | DEF        | Isidoro San José           |     |
| 5          | DEF        | Andrés Sabido              | 46' |
| 4          | DEF        | Uli Stielike               |     |
| 3          | DEF        | José Antonio Camacho       |     |
| 10         | MED        | Francisco García Hernández |     |
| 6          | MED        | Vicente del Bosque         | 52' |
| 8          | MED        | Juanito                    |     |
| 7          | DEL        | Andrés Alonso, "Ito"       |     |
| 9          | DEL        | Santillana                 |     |
| 11         | DEL        | Laurie Cunningham          |     |
| Entrenador | Entrenador | Luis Molowny               |     |

| 1          | POR        | José Aurelio Rivero           |     |
| 2          | DEF        | José Antonio Redondo          |     |
| 5          | DEF        | Manolo Jiménez                |     |
| 4          | DEF        | Antonio Maceda                |     |
| 3          | DEF        | Nicolás Pereda                |     |
| 6          | MED        | Francisco Javier Álvarez Uría |     |
| 8          | MED        | Joaquín Alonso                |     |
| 7          | MED        | Manolo Mesa                   |     |
| 10         | MED        | Andrés Fernández              | 63' |
| 9          | DEL        | Abel Díez                     | 66' |
| 11         | DEL        | Enzo Ferrero                  |     |
| Entrenador | Entrenador | José Manuel Díaz Novoa        |     |

| 12 | DEF | Rafael García Cortés | 46' |
| 14 | MED | Ángel de los Santos  | 52' |

| 15 | DEL | José Luis Urrecho | 63' |
| 12 | DEL | Fernando Gomes    | 66' |

| Anotado · Autogol | 4'  | Manolo Jiménez      | 1-0 |
|                   | 57' | Ángel de los Santos | 2-1 |

| Anotado · Penal | 36' | Enzo Ferrero | 1-1 |

|  | 17' | Uli Stielike         |
|  | 27' | José Antonio Camacho |

|  | 34' | José Antonio Redondo |

| Árbitro:             | Victoriano Sánchez Arminio |
| Árbitros asistentes: |                            |
|                      |                            |
| Cuarto árbitro:      |                            |
| Reporte              |                            |

|                   |
|                   |
| Campeón           |
| Real Madrid C. F. |
| 15.º título       |